# صندلی اداری

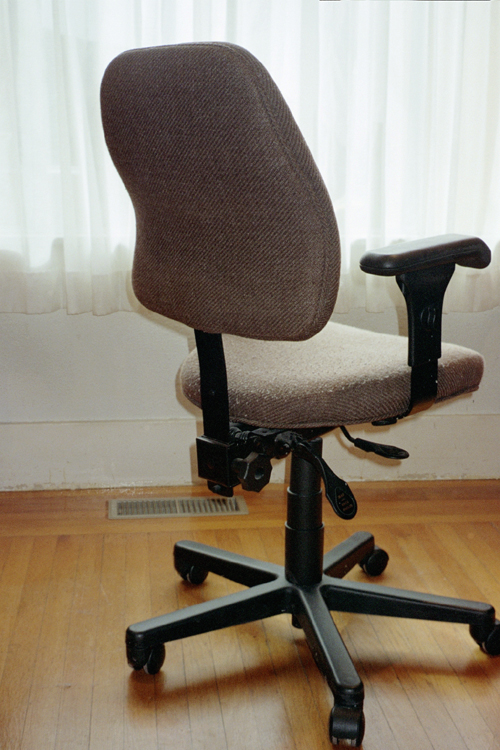
یک صندلی اداری که قابلیت چرخش و تنظیم در ارتفاعات و زوایای مختلف را دارد.

صندلی اداری (به انگلیسی: Office Chair) یا صندلی میز (به انگلیسی: Desk Chair)، نوعی صندلی است که برای استفاده در کنار میز دفاتر کاری، طراحی شده است. این صندلی معمولاً یک صندلی چرخان است که دارای مجموعه‌ای از چرخ‌ها برای تحرک و مکانیزم ارتفاع قابل تنظیم است. صندلی‌های اداری مدرن معمولاً از یک پایۀ باربر مجزا (که اغلب به آن بالابر گازی می‌گویند) استفاده می‌کنند که در زیر نشیمن صندلی قرار می‌گیرد. در نزدیکی زمین، این پایه به چندین پایۀ کوچکتر گسترش می‌یابد که اغلب چرخدار هستند و به آن‌ها کاستور می‌گویند. صندلی‌های اداری در اواسط سدۀ ۱۹ میلادی توسعه یافتند، زیرا تعداد بیشتری از کارگران شیفت‌های خود را پشت میز می‌نشستند، که منجر به استفاده از ویژگی‌هایی شد که در صندلی‌های دیگر یافت نمی‌شد.
بسیاری از فعالیت‌های اداری مانند نوشتن یا تایپ کردن شامل وضعیت صندلی رو به جلو در مقابل ایستگاه کاری است که بر استفادۀ آزادانه از بازوها و دست‌ها برای دستیابی و انجام فعالیت‌های ماهرانه تأکید دارد. سایر وظایف، مانند صحبت کردن با تلفن، در وضعیت کشیده نیز اجازه می‌دهد. وضعیت ایستا، نشستن در یک موقعیت برای مدت طولانی، باعث فشار بر بدن می‌شود و می‌تواند منجر به نگرانی‌های پزشکی شود. کنفرانس راه دور، یک فعالیت تجاری رایج و در حال افزایش، در مقایسه با تایپ کردن یا تلفن صوتی، محدودیت‌های وضعیتی کمی دارد. صندلی‌هایی با تنظیمات اضافی، مانند شیب پشتی صندلی، طیف وسیع‌تری از موارد استفاده را تأمین می‌کنند. گاهی این کار با یک میز ایستادۀ برقی ترکیب می‌شود تا بدن را به حرکت درآورد.
صندلی‌های چرخ‌دار روی کف‌های سخت یا کف‌پوش‌های تخصصی به بهترین شکل حرکت می‌کنند. چرخ‌ها بار را روی سطوح تماس کوچک متمرکز می‌کنند و می‌توانند به برخی از انواع کفپوش‌ها مانند چوب سخت سنتی آسیب بزنند، مگر اینکه توسط یک روکش سخت مناسب محافظت شوند. غلتاندن و چرخاندن به صورت ترکیبی به یک کارمند اداری اجازه می‌دهد تا به میزها یا ایستگاه‌های کاری مختلف در یک دفتر کوچک (اغلب یک اتاقک اداری) فرمان دهد. فرش‌های مخملی مواد کفپوش نامناسب برای صندلی‌های چرخدار هستند. به‌ویژه چرخ‌های پلاستیکی که بر روی مواد مصنوعی مدرن مانند فرش یا کفپوش پلاستیکی غلت می‌خورند، می‌توانند بار ساکن بالایی تولید کنند که در برخی موارد می‌تواند به دستگاه‌های الکترونیکی آسیب برساند. برای مقاصد خاص کاستورهای تخلیه الکترواستاتیک (ای‌اس‌دی) در دسترس هستند. برخی از چرخ‌های صندلی اداری سطح بالاتر دارای سیستم ترمز بدون بار هستند. این سیستم مقداری مقاومت در برابر چرخش را فراهم می‌کند که به‌طور خودکار زمانی که صندلی تحت بار نیست فعال می‌شود. این امر تمایل به غلتیدن در هنگام نشستن یا ایستادن را کاهش می‌دهد. هنگامی که وزن اعمال می‌شود، مقاومت چرخش چرخ به‌ طور خودکار لغو می‌شود و چرخان‌ها را قادر می‌سازد آزادانه حرکت کنند.

## تاریخچه
مفهوم صندلی چرخان با چرخ‌های چرخان توسط نجیب‌زادهٔ نورنبرگی، مارتین لوفلهولتس فون کلبرگ، در تصویرسازی‌های ۱۵۰۵ میلادی او که به‌اصطلاح دفترنامۀ لوفلهولتس نامیده می‌شود، بر روی برگۀ ر۱۰ به تصویر کشیده شده است. یکی از اولین مبتکران شناخته شده‌ای که صندلی اداری مدرن را خلق کرد، طبیعت‌شناس چارلز داروین بود که در اتاق کار خود چرخ‌هایی را روی صندلی قرار داد تا بتواند سریعتر به نمونه‌های خود برسد.
با ظهور حمل و نقل ریلی در اواسط سدۀ نوزدهم میلادی، کسب و کارها شروع به گسترش فراتر از مدل سنتی یک کسب و کار خانوادگی با تأکید کمی بر مدیریت کردند. کارکنان اداری اضافی موظف بودند که با سفارشات، حسابداری و مکاتبات همراه باشند، زیرا مشاغل حوزه خدمات خود را گسترش دادند. در حالی که کار اداری در حال گسترش بود، آگاهی از محیط‌های اداری، فناوری و تجهیزات بخشی از تمرکز فرهنگی بر افزایش بهره‌وری شد. این آگاهی باعث ایجاد صندلی‌هایی شد که به‌طور خاص برای این کارمندان اداری جدید طراحی شده بودند: صندلی‌های اداری. مخترع آمریکایی توماس ای. وارن (متولد ۱۸۰۸ میلادی)، صندلی‌راحتی فنری مرکزگرا را در سال ۱۸۴۹ میلادی طراحی کرد که توسط شرکت صندلی آمریکایی در تروی، نیویورک تولید شد. و برای اولین بار در سال ۱۸۵۱ میلادی در نمایشگاه بزرگ لندن ارائه شد. تنها در حدود سال ۱۸۵۰ میلادی بود که گروهی از مهندسان در ایالات متحده شروع به تحقیق کردند که چگونه صندلی‌ها می‌توانند سلامتی و آرامش را با تأکید بر وضعیت و حرکت بهبود بخشند.
صندلی اداری به‌ طور استراتژیک برای افزایش بهره‌وری کارمندان دفتری طراحی شده است و این امکان را برای آن‌ها فراهم می‌کند که برای مدت طولانی پشت میز خود بنشینند. یک صندلی چرخان با کاستورها به کارمندان اجازه می‌دهد که در حالت نشسته بمانند و در عین حال به تعدادی از مکان‌ها در محل کار خود برسند، و زمان و انرژی صرف شده برای ایستادن را حذف می‌کند. صندلی زین چوبی برای تناسب و پشتیبانی از بدن یک کارمند نشسته طراحی شده است و پشتی و تکیه‌گاه‌های باریکه پشتیبانی بیشتری برای افزایش راحتی کارمند فراهم می‌کنند. مانند صندلی‌های مدرن، بسیاری از این مدل‌ها تا حدودی قابل تنظیم بودند تا حداکثر راحتی و در نتیجه حداکثر زمان کار را فراهم کنند. طراحان مشهور گاهی صندلی‌هایی را برای کارمندان اداری طراحی می‌کردند.

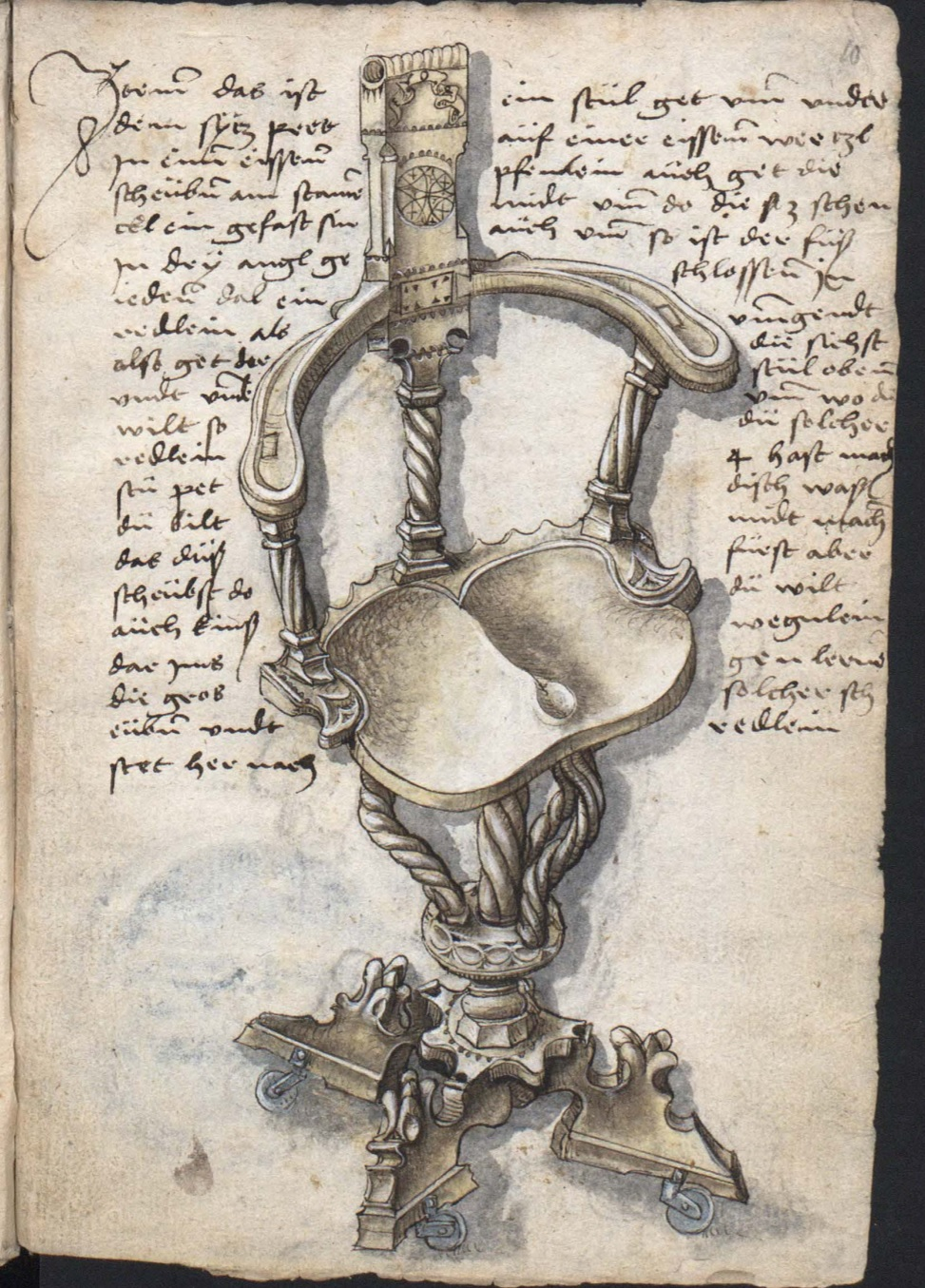
طرح مفهومی صندلی چرخان با چرخ‌های گردان از دفترنامهٔ لوفلهولتس از نورنبرگ، آلمان، به تاریخ ۱۵۰۵ میلادی.
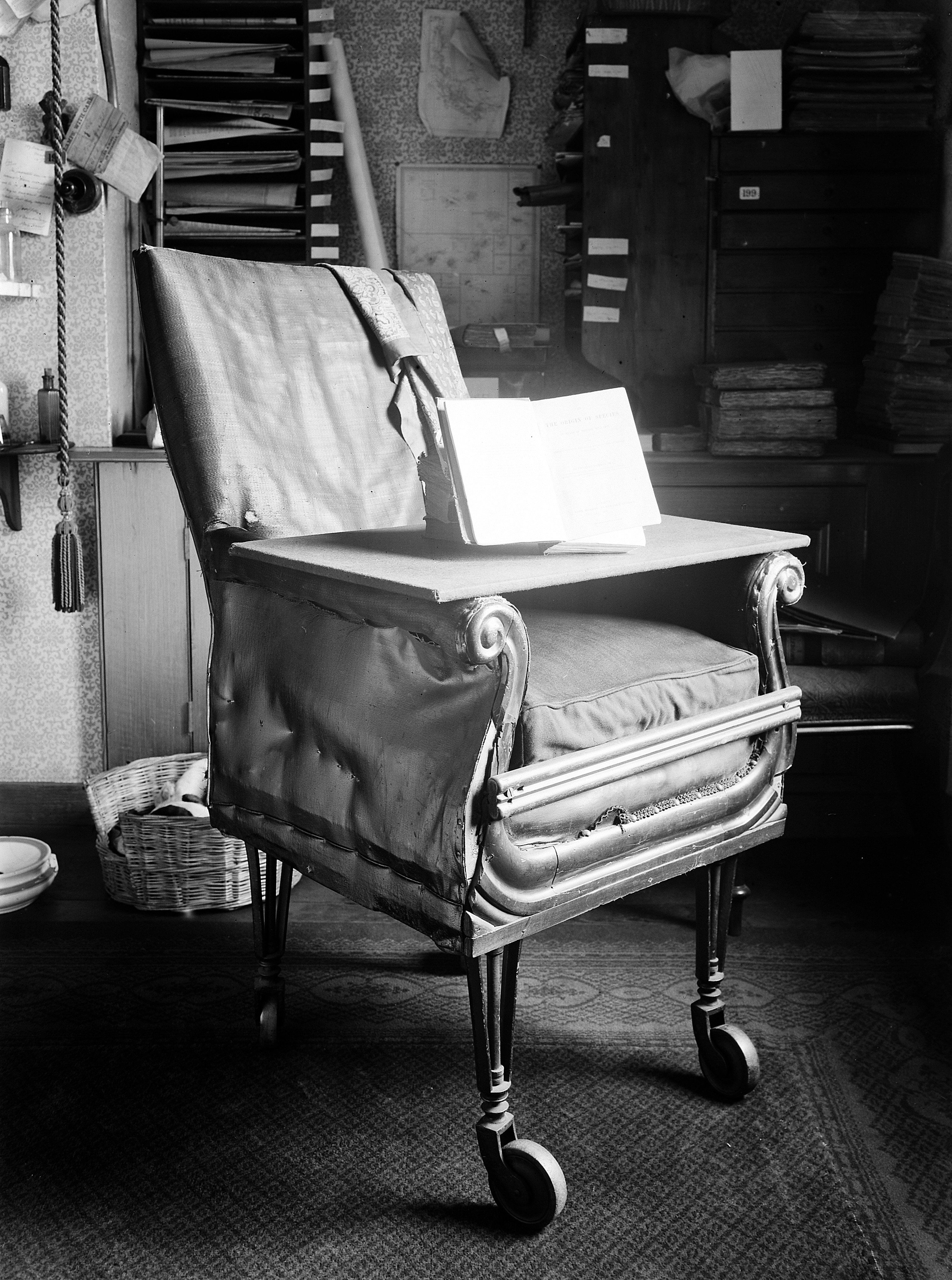
صندلی چارلز داروین در داون هاوس.
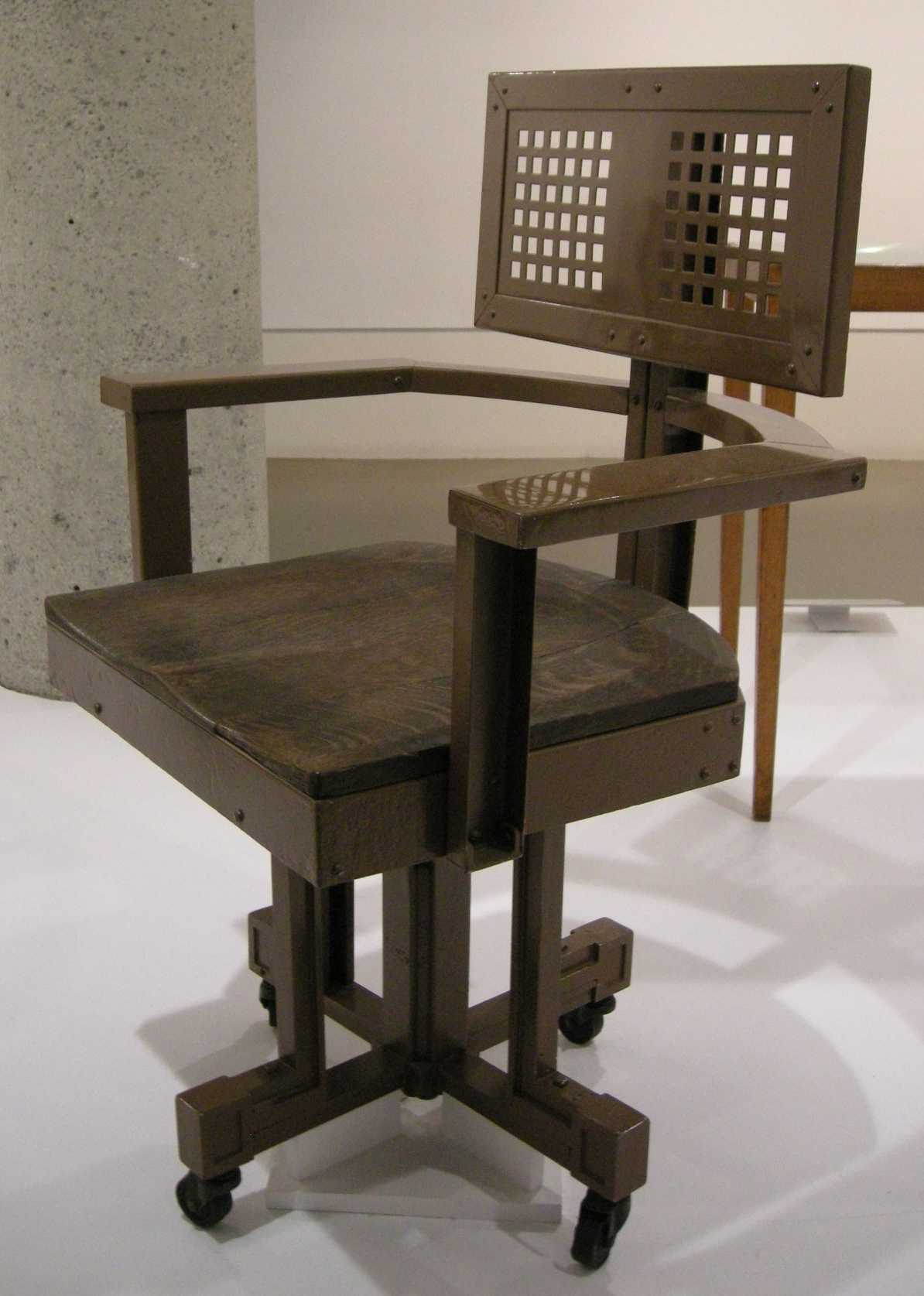
طراحی ان‌جی‌وی، فرانک لوید رایت، صندلی اداری لارکین، ۰۶-۱۹۰۴ میلادی.
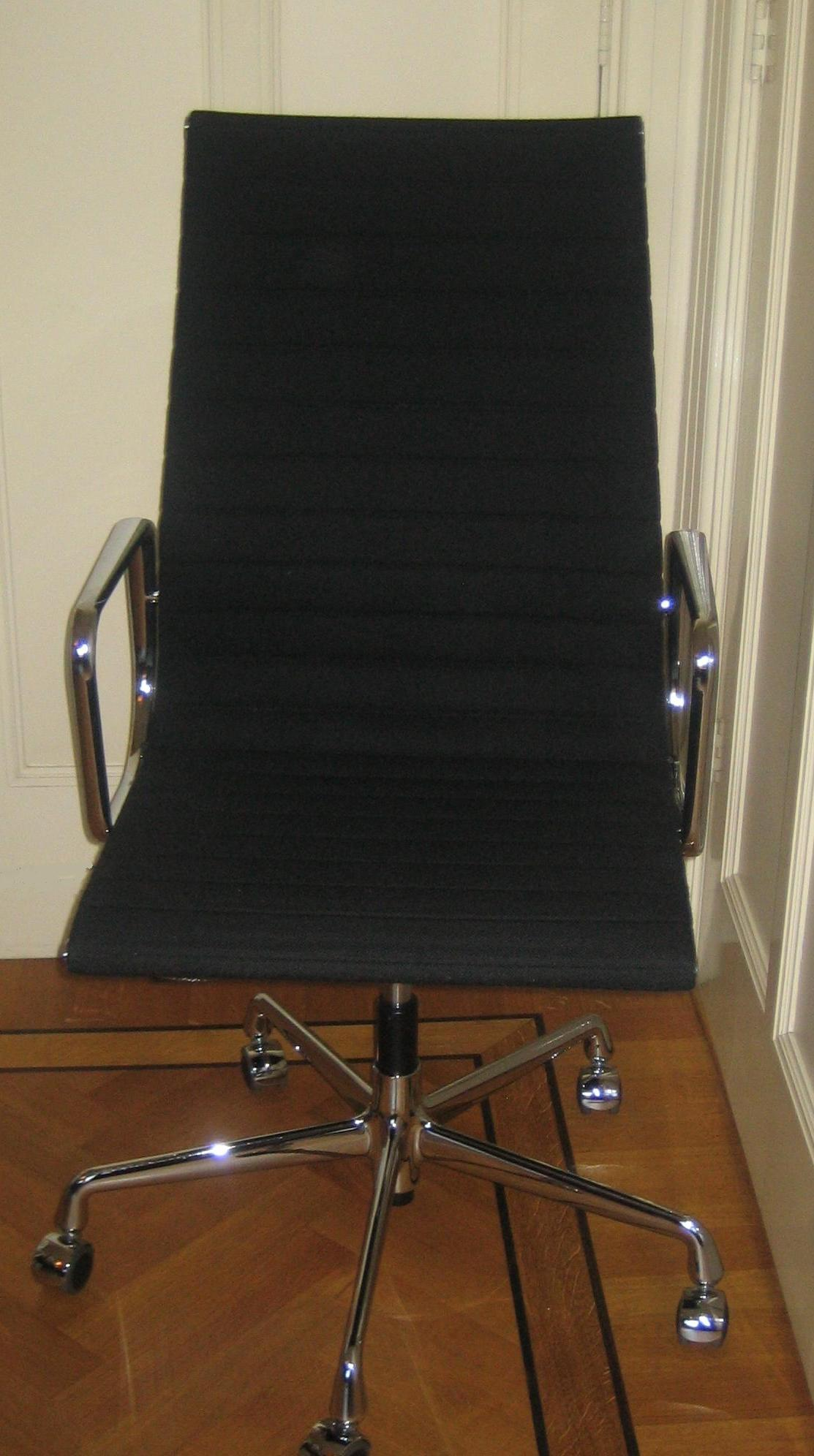
صندلی ای‌ای ۱۱۹ هوپساک اثر چارلز ایمز که برای اولین بار در سال ۱۹۵۸ میلادی طراحی شد.

## انواع
انواع مختلفی از صندلی‌های اداری وجود دارد که متناسب با نیازهای مختلف طراحی شده‌اند. ابتدایی‌ترین آن‌ها صندلی کار است که معمولاً پشتیبانی از کمر یا پشت سر را ارائه نمی‌دهد. کاربران این نوع صندلی‌ها، معمولاً نمی‌توانند بیش از چند ساعت در یک زمان روی آن‌ها بنشینند بدون اینکه احساس ناراحتی کنند، اگرچه آن‌ها اغلب فضای بیشتری را برای حرکت نسبت به صندلی‌های سطح بالاتر ارائه می‌کنند.
صندلی‌های پشتی-نیمه، پشتی کامل‌تری دارند و با طراحی ارگونومیک مناسب، می‌توانند به مدت چهار ساعت یا بیشتر روی آن بنشینند. صندلی‌های سطح بالا در این دسته مانند صندلی آئرون هرمان میلر و صندلی جهش استیل‌کیس برای مدت طولانی راحت هستند. برخی از صندلی‌های پشتی-نیمه به‌ ویژه گزینه‌های سفارشی‌سازی را ارائه می‌کنند که می‌تواند امکان اضافه کردن پشت سر را نیز فراهم کند.
صندلی‌های مدیریتی یا پشتی-تمام، پشتیبانی کامل از پشت و سر را ارائه می‌دهند. بسیاری از صندلی‌های مدیریتی به گونه‌ای طراحی شده‌اند که به مدت هشت ساعت یا بیشتر در یک زمان روی آن‌ها بنشینند. این‌ها معمولاً گران‌ترین صندلی‌های اداری هستند و اغلب دارای روکش چرم طبیعی هستند.
برای نشستن مناسب کارمندان اداری قد بلند و/یا سنگین‌وزن بالاتر از حد متوسط، صندلی‌های ساخته شده جادار و مستحکم ارائه می‌شود. صندلی‌های اداری که برای تحمل وزن‌ها و اندازه‌های افزایش‌یافته طراحی شده‌اند، باید از اجزای ساختاری بادوام (فلزی) استفاده کنند، که این صندلی‌ها را سنگین‌تر از صندلی‌های اداری طراحی‌ شده برای افراد با سایز متوسط می‌کند.

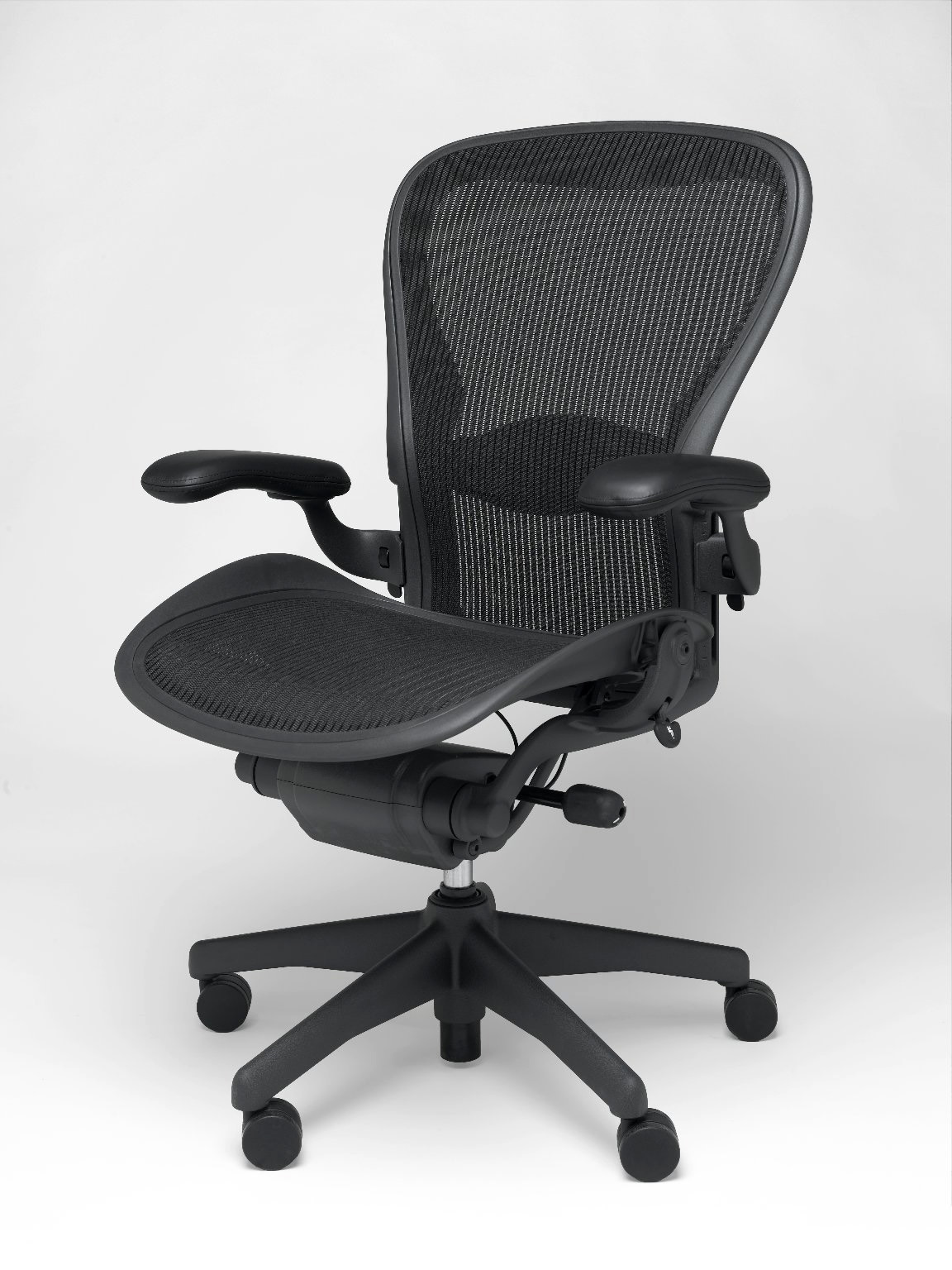
صندلی آئرون از هرمان میلر.
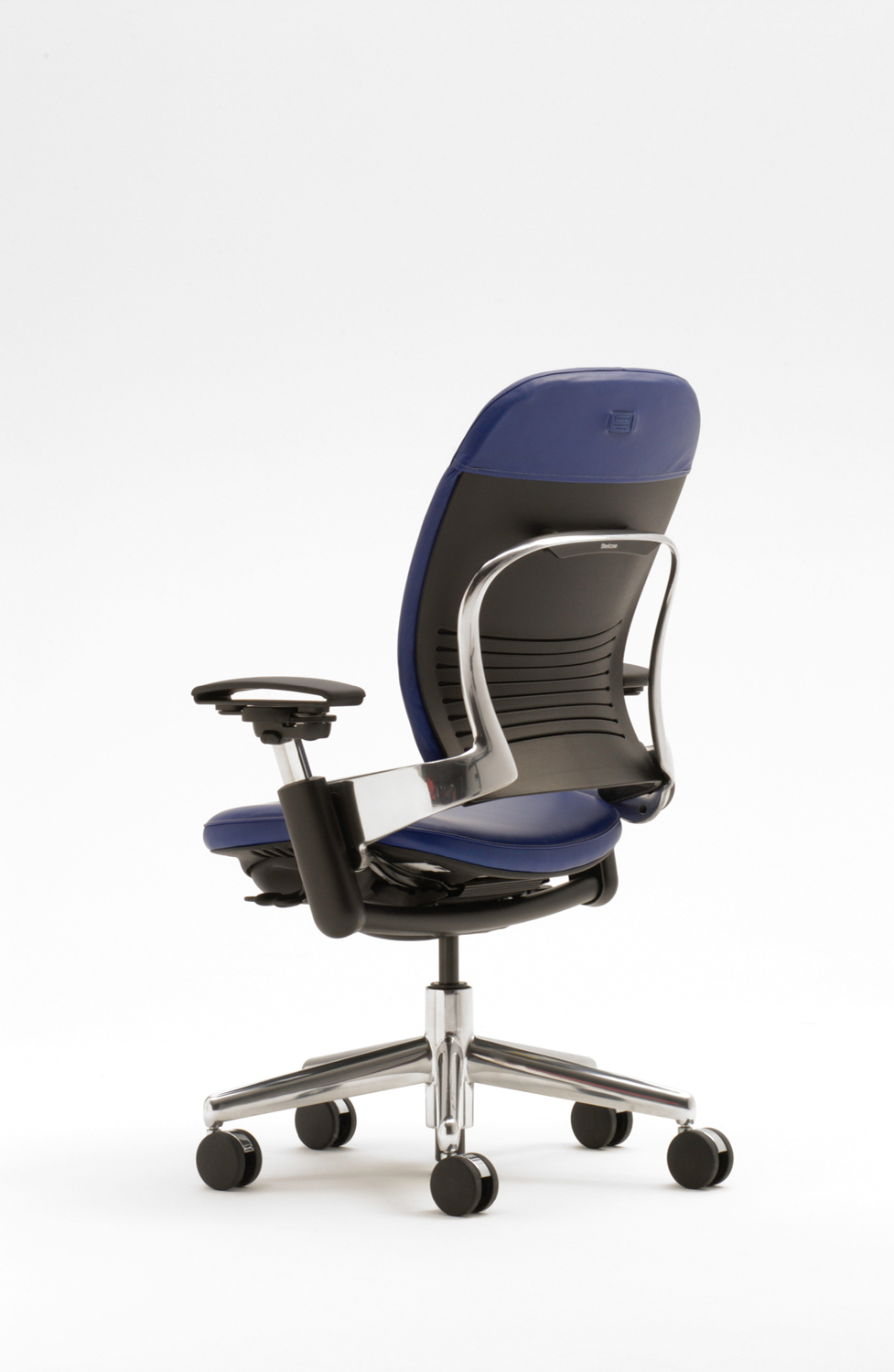
جهش از استیل‌کیس.
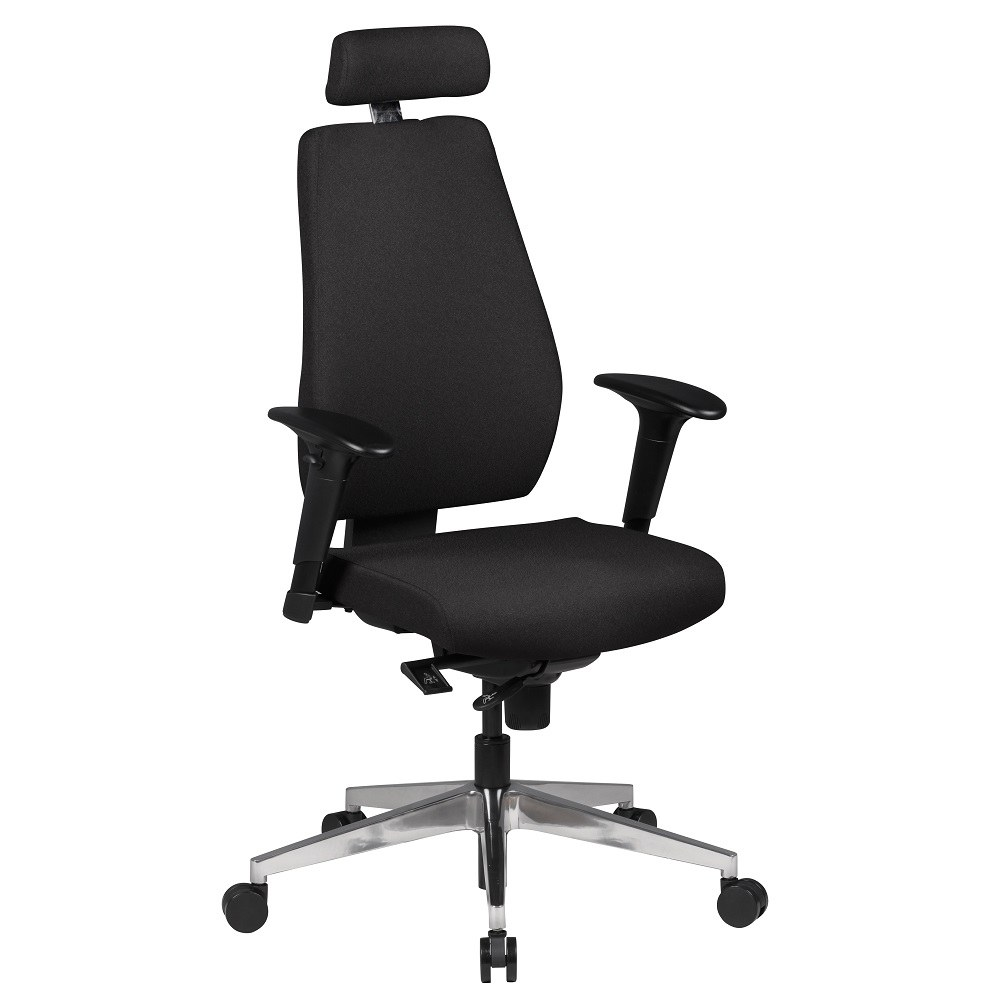
صندلی پشتی-تمام با تکیه‌گاه سر.
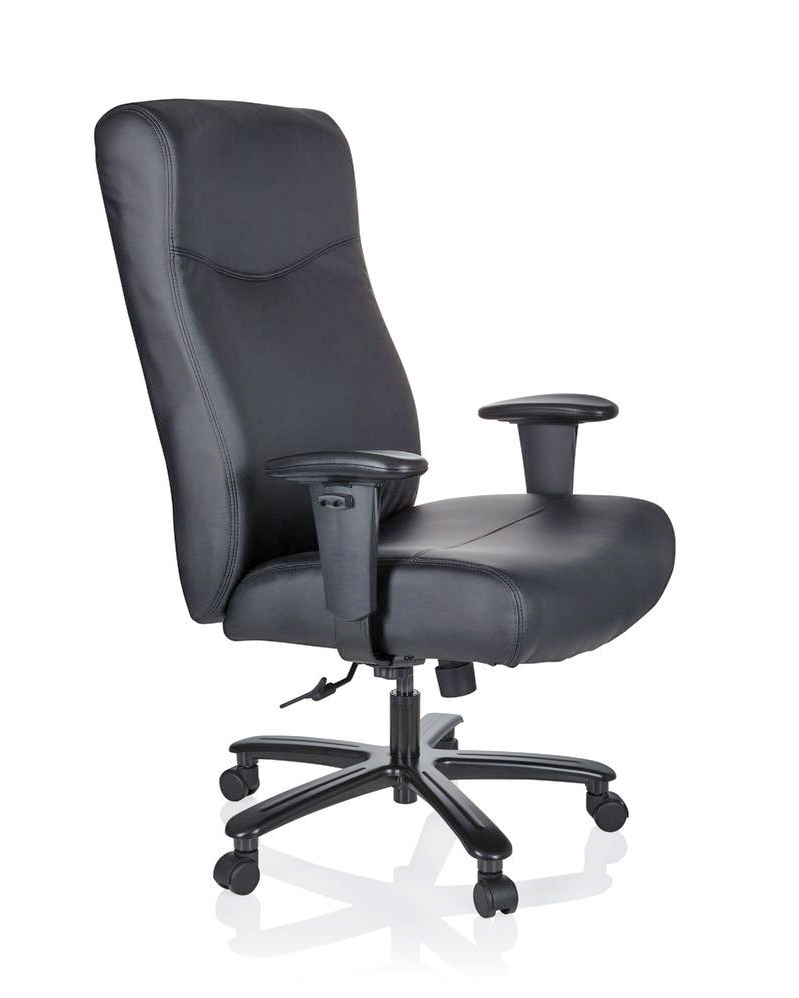
یک صندلی اداری مدیریتی چرمی.

## ارگونومی
در دههٔ ۱۹۷۰ میلادی، ارگونومی به یک موضوع مهم در طراحی تبدیل شد. امروزه صندلی‌های اداری اغلب دارای نشیمن‌ها، تکیه‌گاه‌های آرنج، پشتی‌ها، ساپورت کمری، ارتفاع و زیرپایی قابل تنظیم هستند تا از آسیب‌های گرفتگی پیوسته و کمردرد ناشی از نشستن طولانی‌ مدت جلوگیری کنند.
یک صندلی اداری «ارگونومیک» را می‌توان از طریق چندین گزینۀ تنظیم «شخصی‌سازی» کرد:
- ارتفاع صندلی قابل تنظیم است (با اهرمی که روی جک بالابر گازی عمل می‌کند).[۱۰]
- تکیه‌گاه‌های آرنج با قابلیت تنظیم ارتفاع هستند، همچنین در عرض میان آن‌ها و جهت‌شان قابل تنظیم است. همچنین دسته‌هایی وجود دارد که می‌توان آن‌ها را به عقب (پشتِ پشتی) چرخاند.
- شیب صندلی بسیاری از مکانیسم‌های سنکرون علاوه بر مکانیسم سنکرون، در دو مرحله قابل تنظیم است.
- برای افراد کوچکتر یا بزرگتر مهم است که بتوانند صندلی را جلو و عقب ببرند یا صندلی‌هایی با طول‌های مختلف داشته باشند («عمق»). عمق صندلی باید طوری تنظیم شود که بتوان پشتی را لمس کرد، اما پشت زانوها آزاد باشد تا گردش خون در آنجا مختل نشود.
- تکیه‌گاه باید ارتفاع قابل تنظیم داشته باشد تا بتوان کمر را از لبه بالایی لگن حمایت کرد.
- زیرپایی یک سکوی کوچک برای استراحت دادن به پاها در هنگام نشستن است. فشار را کاهش می‌دهد، وضعیت بهتری را ایجاد می‌کند و راحتی را در طول دوره‌های طولانی نشستن افزایش می‌دهد.
- معمولاً یک اهرم قفل وجود دارد که می‌توان از آن برای جلوگیری از تاب خوردن صندلی استفاده کرد. این قفل باید گهگاه برای به چالش کشیدن و تقویت عضلات وضعیتی بدن با عدم تکیه دادن در هنگام قفل شدن صندلی استفاده شود.

## استانداردها
استانداردهای طراحی و تست صندلی اداری عبارتند از:
- EN 1335:2012
- EN 1728:2012
- ANSI/BIFMA X 5.1
- DIN EN 1335
- DIN 4551
- AS/NZS 4438